# Barawa Laddé
Barawa Laddé est une localité du Cameroun située dans la commune de Moutourwa, le département du Mayo-Kani et la Région de l'Extrême-Nord, au pied des monts Mandara, à proximité de la frontière avec le Tchad.

## Population
Barawa Laddé comptait 1 614 habitants, dont 801 hommes et 813 femmes, lors du dernier recensement de 2005.